# Danny Glover
Danny Lebern Glover, född 22 juli 1946 i San Francisco, Kalifornien, är en amerikansk skådespelare. Han har medverkat i flera filmer och TV-serier men är formodligen mest förknippad med Dödligt vapen-filmerna där han spelar polisen Roger Murtaugh.
Glover har arbetat mycket med ideella och humanitära projekt, som exempelvis mot apartheid i Sydafrika (på 1980-talet och tidigt 90-tal) och på senare tid för olika FN-program för utveckling i Afrika. Hans första roll var i Flykten från Alcatraz med Clint Eastwood, där han spelade en av fångarna på Alcatraz.

## Filmografi i urval
| År   | Titel                   | Noter   |
| ---- | ----------------------- | ------- |
| 1979 | Flykten från Alcatraz   |         |
| 1985 | Vittne till mord        |         |
| 1985 | Silverado               |         |
| 1985 | Purpurfärgen            |         |
| 1987 | Dödligt vapen           |         |
| 1989 | Den långa färden        |         |
| 1989 | Dödligt vapen 2         |         |
| 1990 | Rovdjuret 2             |         |
| 1991 | Grand Canyon            |         |
| 1991 | Inkräktaren från skyn   |         |
| 1992 | Dödligt vapen 3         |         |
| 1997 | Switchback              |         |
| 1998 | Antz                    | Röst    |
| 1998 | Dödligt vapen 4         |         |
| 1998 | Älskade                 |         |
| 1998 | Prinsen av Egypten      | Röst    |
| 2001 | Royal Tenenbaums        |         |
| 2004 | Saw                     |         |
| 2004 | Historien om Övärlden   | TV-film |
| 2005 | Manderlay               |         |
| 2006 | The Shaggy Dog          |         |
| 2007 | Shooter                 |         |
| 2007 | Terra                   |         |
| 2007 | Honeydripper            |         |
| 2008 | Be Kind Rewind          |         |
| 2008 | Gospel Hill             |         |
| 2008 | Blindness               |         |
| 2009 | 2012                    |         |
| 2010 | Alpha and Omega         |         |
| 2010 | För kärleken            |         |
| 2013 | Chasing Shakespeare     |         |
| 2014 | Tokarev                 |         |
| 2014 | Bad Asses               |         |
| 2014 | Supremacy               |         |
| 2015 | Consumed                |         |
| 2015 | Bad Asses on the Bayou  |         |
| 2019 | Jumanji: The Next Level |         |